# Erycia nigricosta
Erycia nigricosta är en tvåvingeart som först beskrevs av Baranov 1936.  Erycia nigricosta ingår i släktet Erycia och familjen parasitflugor. Inga underarter finns listade i Catalogue of Life.